# Janvier 1959
Cette page présente les faits marquants du mois de janvier 1959.

## Événements
- En France, loi sur l'indemnisation du chômage.
- Janvier - février : troubles en Afrique centrale britannique. Révolte pour l’autonomie au Nyassaland (Malawi).

- 1er janvier :
  - Première entrée en vigueur du Marché commun, avec la première baisse effective des droits de douane dans la construction de la CEE.
  - La victoire des forces rebelles menées par Fidel Castro est acquise à Cuba, alors que le dictateur Fulgencio Batista se réfugie en République dominicaine.

- 2 janvier :
  - les forces de Fidel Castro entrent à la Havane. Mise en place d’un exécutif collégial avec Manuel Urriata, président de la République, José Miró Cardona, Premier ministre et Fidel Castro, chef des forces armées.
  - Lancement du satellite soviétique Luna 1 (361 kg) qui approcha la Lune à 6 500 km (le 4), découvrit le vent solaire, cessa d'émettre (le 5) à 373 125 miles de la Terre, puis devint le premier corps artificiel à orbiter autour du Soleil.
  - Promulgation de l'ordonnance du 2 janvier 1959 qui servira de constitution financière à la France jusqu'à l'entrée en vigueur de la LOLF.

- 3 janvier :
  - L'Alaska devient le 49e État des États-Unis.
  - Présentation du premier photocopieur commercial par Xerox.
  - Première édition de l'émission musicale télé Dig This sur la BBC.

- 4 – 7 janvier : « journée des martyrs ». Émeutes sanglantes à Léopoldville au Congo belge. Elles entraînent la formation d’une commission d’enquête et l’affirmation du roi Baudouin Ier de Belgique qu’il conduirait le pays à l’indépendance (13 janvier). Déclaration de l’état d’urgence. L’ABAKO entre dans la clandestinité.

- 5 janvier :
  - Fidel Castro donne l'ordre de terminer les grèves qui avaient paralysé la vie économique cubaine depuis le 1er janvier.
  - Le rocker américain Buddy Holly sort aux États-Unis son nouveau succès It doesn't Matter Anymore.

- 6 janvier :
  - En France, réforme Berthoin : prolongation de la scolarité obligatoire jusqu'à 16 ans. (La loi prolongeant la scolarité obligatoire jusqu'à 14 ans datait, elle, du 9 août 1936. Celle imposant la scolarité obligatoire jusqu'à l'âge de 13 ans datait du 28 mars 1882.)
  - ATT annonce sa capacité à développer un missile, du nom de « Nike Zeus », capable de détruire les missiles balistiques intercontinentaux ennemis.
  - L'amiral américain Robert P. Brisco annonce que la mer Méditerranée pourrait être complètement fermée aux sous-marins ennemis en cas de guerre.

- 7 janvier :
  - En France, un décret porte à 24 mois les obligations d'activité du service militaire.
  - Les États-Unis reconnaissent le gouvernement de Fidel Castro à Cuba.
  - Accord économique entre l'Irak et l'URSS.
  - Portugal [1] : le général Humberto Delgado est exclu de l’armée et interdit de sortie du territoire. Prenant de court ses accusateurs, Il se réfugie à l’ambassade du Brésil et demande l’asile politique, qu’il obtient.

- 8 janvier :
  - En France, Charles de Gaulle devient officiellement, à 68 ans, le premier président de la Cinquième République française pour sept années.
  - Entrée de Fidel Castro à La Havane et prise du pouvoir à l'âge de 33 ans.

- 9 janvier : en France, Michel Debré Premier ministre, André Malraux est ministre des Affaires culturelles.

- 10 janvier :
  - L'URSS propose une conférence pour élaborer le traité de paix avec l'Allemagne.
  - Refus occidental du nouveau statut de Berlin proposé par le Premier ministre soviétique Nikita Khrouchtchev.

- 11 janvier : des retombées de particules radioactives en provenance des essais nucléaires soviétiques de l'Arctique ont été détectées en Suisse.

- 13 janvier : 
  - Le Premier ministre conservateur du Laos demande les pleins pouvoirs pour prendre les mesures utiles pour faire face à la subversion communiste interne et aux menaces à la frontière avec le Nord-Viêt Nam communiste.
  - Déclaration du gouvernement belge annonçant l'intention de réaliser rapidement l'indépendance du Congo unitaire.

- 14 janvier : l'Allemagne de l'Ouest vote un amendement au code criminel permettant de condamner à au moins 3 mois de prison toute personne reconnue coupable de l'accusation d'anti-sémitisme.

- 15 - 19 janvier : XXXIIIe congrès du parti socialiste italien à Naples. Le courant « autonomiste » de Pietro Nenni est majoritaire.

- 17 janvier : 44 représentants du Dahomey, de la Haute-Volta, du Sénégal et du Soudan français votent la Constitution de la Fédération du Mali.
  - L’Assemblée soudanaise ratifie la Constitution fédérale à l’unanimité. La Haute-Volta rejette la Fédération à la suite d’un référendum (mars). Au Dahomey, de violents incidents éclatent à Porto-Novo près de l’assemblée nationale que les opposants à la Fédération du Mali tentent d’investir, faisant une quinzaine de blessés (février). Le Premier Ministre Sourou Migan Apithy, s’oppose à la Fédération dans les termes proposés et constitue le parti républicain du Dahomey (PRD), qui se déclare prêt à envisager une nouvelle formule d’association avec le Mali. Les fédéralistes dahoméens sont vaincus aux législatives en avril. Le président de l’Assemblée nationale de Mauritanie, N'Diaye Sidi el Moktar, esquisse un rapprochement avec la Fédération du Mali en janvier, mais le projet avorte.

- 23 janvier : présentation de ERMA, la première méthode électronique d'enregistrement des lignes comptable aux États-Unis. Un scanner est capable de lire les numéros de compte préimprimés à l'encre magnétique.

- 25 janvier :
  - Le pape Jean XXIII annonce la convocation d'un concile œcuménique, le premier depuis 1870 (Vatican II).
  - La Grande-Bretagne signe un pacte commercial avec la République démocratique allemande.

- 29 janvier : ouverture du premier service de liaison aérienne commerciale avec des avions à réaction à travers les États-Unis par American Airlines avec des Boeing 707.

## Naissances
- 1er janvier :
  - Azali Assoumani, Président des Comores (Comores).
  - Michel Onfray, philosophe libertaire français (France).
  - Abdul Ahad Mohmand, cosmonaute afghan (Afghanistan).
  - Abdelaziz Dakhane, professeur de l'islam algérien (Algérie).
- 2 janvier : Bernard Thibault, syndicaliste français (France).
- 3 janvier : 
  - Dwight Duncan, vice-premier ministre de l'Ontario.
  - Fyodor Yurchikhin, cosmonaute russe (Russie).
- 4 janvier : Yoshitomo Nara, artiste japonais (Japon).
- 6 janvier : Kathy Sledge, chanteuse américaine (États-Unis).
- 7 janvier : Marie Desplechin journaliste et écrivain française (France).
- 9 janvier :
  - Mark Martin (NASCAR), pilote automobile américain du NASCAR (États-Unis).
  - Rigoberta Menchú Tum, écrivain Guatémaltèque, Lauréate du Prix Nobel de la paix 1992 (Guatemala).
- 11 janvier : Rob Ramage, joueur de hockey.
- 13 janvier : Kid Ramos, musicien guitariste américain (États-Unis).
- 14 janvier : Laure Duthilleul, actrice et réalisatrice française.
- 15 janvier : Pete Trewavas, musicien anglais, bassiste du groupe Marillion (Royaume-Uni).
- 16 janvier :
  - Valeria Ciavatta, femme politique de Saint-Marin, ancien capitaine-régent et ministre de l'Intérieur de la République de Saint-Marin (Saint-Marin).
  - Sade, chanteuse britannique (Royaume-Uni).
- 20 janvier : Antoine Hervé, pianiste compositeur de jazz Français (France).
- 22 janvier :
  - Linda Blair, actrice américaine (États-Unis).
  - Christian Gachet, médecin et chercheur français en hématologie.
  - Thierry Scherrer, évêque catholique français, évêque de Perpignan (France).
- 23 janvier : Didier Bourdon, humoriste et acteur français membre du trio comique Les Inconnus (France).
- 24 janvier : Nastassja Kinski, actrice Allemande (Allemagne).
- 27 janvier : Göran Hägglund, ministre des affaires sociales suédois (Suède).
- 28 janvier : Marc Cuadrado, auteur de bandes dessinées français (France).
- 29 janvier[2] : Kate Malone, artiste céramiste anglaise (Royaume-Uni).
- 31 janvier : Louis-Paul Motaze, homme politique camerounais.

## Décès
- 21 janvier : Cecil B. DeMille, cinéaste américain (° 12 août 1881).
- 31 janvier : Joseph Merlot, homme politique belge francophone (° 14 septembre 1885).